# Az ostromzáron át
Jules Verne Az ostromzáron át címmel írt hosszabb novellát, amely az amerikai polgárháború idején játszódik. A novella eredetileg  a Musée des familles – Lectures du Soir (Családi Múzeum – Esti Olvasmányok) folyóiratban jelent meg két részletben franciául 1865-ben.
Könyvként 1871-ben látott napvilágot Az úszó várossal egy kötetben, annak végén, ahogy magyarul is hasonlóan egybefűzve, 189?-ben jelent meg, mindkettő Zigány Árpád fordításában. A kisregényben ill. novellában a korra jellemző érvelést olvashatunk mind az északi, mind a déli polgárháborús nézőpontból.

## Történet
|  | Alább a cselekmény részletei következnek! |

### A Delphin
A glasgowi James Playfair javaslatára Vincent Playfair öt hónap alatt megépítteti a Delphin gyorsjáratú gőzhajót. James Playfair kapitányságával a hajó ruhát, élelmiszert és a háborúhoz szükséges anyagokat tervez szállítani az amerikai polgárháborúban az északiak által ostromzár alá vett Charlestonba, ahonnan gyapotot, kávét és dohányt hozna el töredék árért a nyersanyagot nélkülöző glasgow-i gyáraknak.

### Előkészületek
A december végi indulás előtt a hajóra szegődik az erős testfelépítésű Crockston, a nem igazán erős, igen fiatal unokaöccsével.

### A sík tengeren
Mathew második kapitány parancsára Crockstonnak kellene a árbóckosárból figyelnie a tengert, ám pillanatok alatt kiderül, hogy – állításával ellentétben – Crockston soha sem volt tengerész. Veszélyben érezvén a hajó küldetését átkutatják Crockston holmiját, és Bostonból címzett leveleket találnak a ládájában. „Ah, abolicionista! Nyomorult, tehát áruló vagy!“ – mondja ki Mathew és ötven korbácsütésre ítéli az áltengerészt. Ám unokaöccse a kapitányhoz fordul kegyelmért. Négyszemközt bevallja, hogy ő Jonathan Halliburtt lánya, Crosckston az inasa. Apja a bostoni Tribune főszerkesztője, akit a háború Charlestonban ért, ott Beaurgard lefogatta és börtönbe vetette. A lány apjával akar találkozni, így kerültek csellel a Delphinre. A kapitány átengedi a szobáját Jenny Halliburttnak.

### Crockston furfangja
Crockston elmondja a kapitánynak, hogy az igazi cél a rab kiszabadítása, ehhez kéri a kapitány segítségét. Playfair felháborodva utasítja el a kérést. Ezért Crockston furfanghoz folyamodik, azt mondja a Halliburtt lánynak, hogy a kapitány kész kiszabadítani az apját. A lány ezt azonnal megköszöni a kapitánynak, aki nem mer ellentmondani a lánynak, akibe lassan beleszeret.

### Az Iroquis golyói és miss Jenny érvei
Az északiak egyik leggyorsabb, nyolc ágyúval felfegyverzett hajója, az Iroquis támad a Delphinre, a leadott három lövés nem talál, a Delphin teljes gőzzel maga mögött hagyja a támadót. A kapitány ismét vitába keveredik Jennyvel, akinek északiak melletti érvei egyre inkább hatnak rá.

### A Sullivan csatorna
Január 13-án megpillantják a Morris-szigetek világítótornyát. Charleston egy öböl mélyén fekszik, az öböl bejáratát északról őrző Sullivan szigetet (Moultrie-erőd) a déliek, a délit (Morris) meg az északiak foglalták el. A kapitány ügyesen kicselezi az öböl bejáratát védő blokádhoz tartozó két északi hadihajót és behajózik Charlestonba, a Delphinen az angol zászló lobog.

### Beaurgard tábornok
A várost irányító tábornok aranyáron vette meg a beszökött gőzös teljes rakományát, ugyanakkor roppant nyomott áron sikerült gyapotot vásárolni. A tábornokkal folytatott beszélgetés során kiderül, hogy nagyjából száz északit tartanak fogva, egyikük épp kivégzésre vár, mert rábizonyították, hogy az északiaknak kémkedett. Ő Jonathan Halliburtt.

### A szökés
Crockston terve szerint járnak el, akit a kapitány bezárat abba a tömlöcbe, ahol Jenny apját is őrzik. Pár nappal később, előre egyeztetett időpontban a kapitány a hajó csónakjával a tömlőc közelében köt ki, és pillanatokon belül találkozik a szökésben levő főszerkesztővel és az őt kisérő őrrel. Akiről kiderül, hogy ő Crockston, az igazi őr elkábítva a cellában maradt.

### Két tűz között
Hamarabb fedezik fel a szökést, mint visszaérnének a Delphinre, így kifelé hajózva még a déliek kezén levő Sumter-erődöt is el kell kerülni. Ez, jó néhány ágyúlövés ellenére, sikerül, bár a gőzhajó orr árbócot eltalálják. Alig érnek ki a Sumter erőd lőtávolából, a Morris erődébe kerülnek, ahonnan szintén lőnek rájuk. A csatorna tenger felé eső kijáratát egy fregatt zárja el. A Delphin őrült versenyfutásba kezd, hogy előbb érjen ki a nyílt vízre, ezért még a kazánok biztonsági gőzkiengedő szelepeit is lezárják. A fregatt tüzel is a Delphinre, az egyik ágyúgolyó az első fedélzetre esik, de Crockston felemeli és a tengerbe dobja.

### Saint-Mungo
A Delphin Glasgowban ér révbe, James és Jenny románca pedig a híres glasgowi katedrálisban, összeházasodnak. Vincent Playfair is boldog, 350 százalékos hasznot hozott az út.
|  | Itt a vége a cselekmény részletezésének! |

## A regény szereplői
Vincent Playfair (50), a Vincent Playfair & Co. vezetője
James Playfair, Vincent Playfair unokaöccse, hajóskapitány
Jonathan Halliburtt, bostoni Tribune főszerkesztője, Jenny apja
Jenny Halliburtt, Jonathan Hallburtt lánya
Crockston, hatalmas termetű férfi, Miss Jenny Hallburtt inasa
Mathew, a Delphin második kapitánya

## Történelmi háttér
A novella idején a glasgowi kereskedők egy részét „Tobacco Lords“-ként emlegették. A kereskedők hajói Glasgowból a Rabszolgapartra textilt, rumot és más feldolgozott javakat szállítottak. Innen rabszolgákat vittek a déli-államokba, ahonnan cukorral, dohánnyal és gyapjúval megrakodva tértek vissza Skóciába. A skót ipar felvirágzása e kereskedelemnek volt köszönhető, így az amerikai polgárháború súlyos gazdasági veszteséget okozott és társadalmi feszültséget generált. Ahogy a novella is megemlíti, sokan nehezteltek az északi államokra, mert azok otthagyták a brit koronát.

## Illusztráció
A Hetzel kiadásában megjelenő Verne regények célközönsége az kamasz fiúk voltak. Hetzel a kor legjobb grafikusait alkalmazta a könyvek illusztrálására. Az ostromzáron át képeit Jules Férat készítette az első kiadás számára 1871-ben.

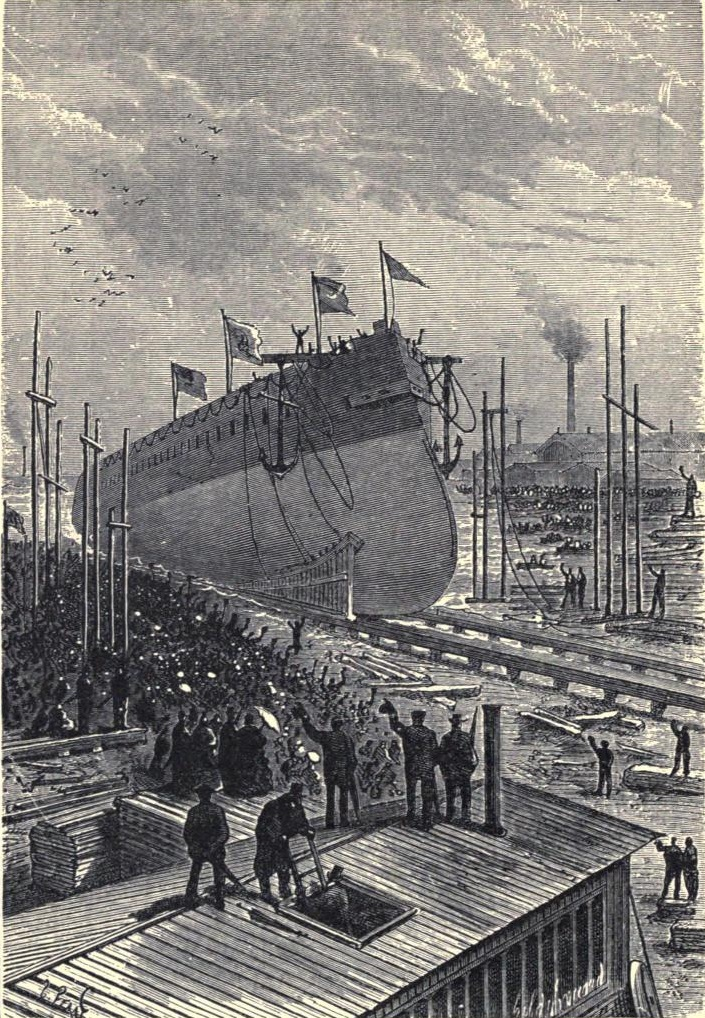
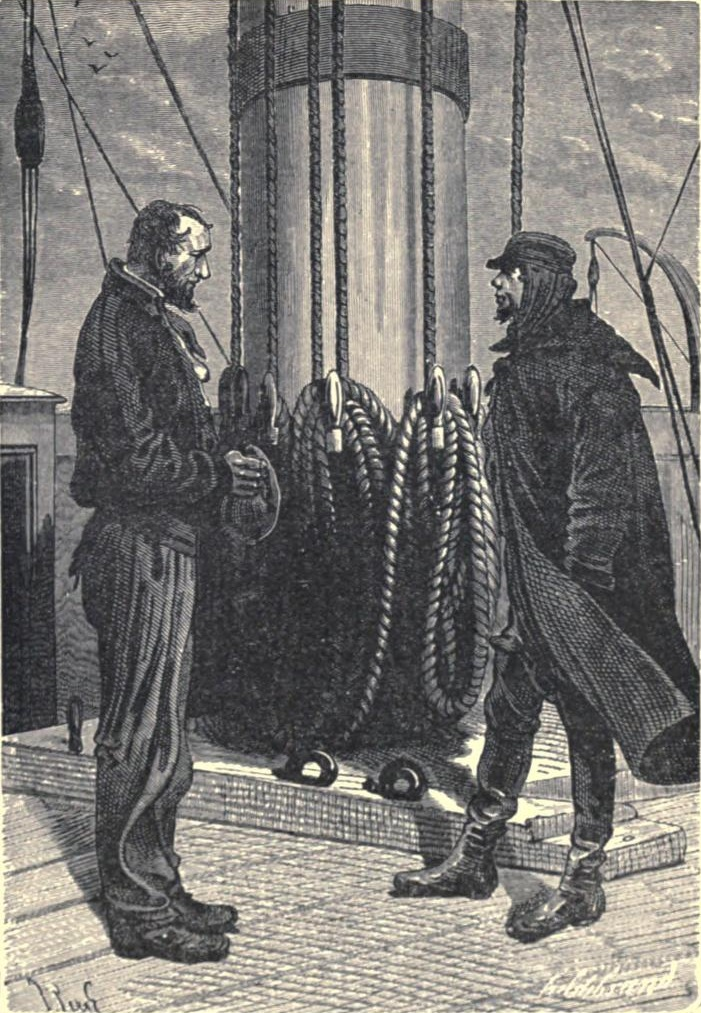
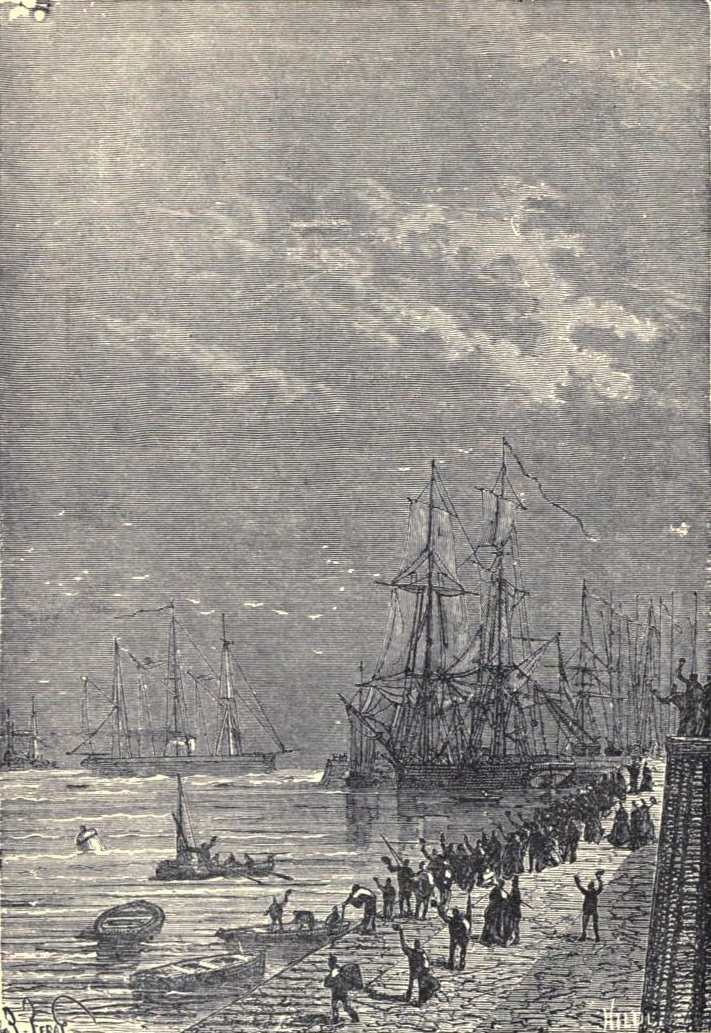
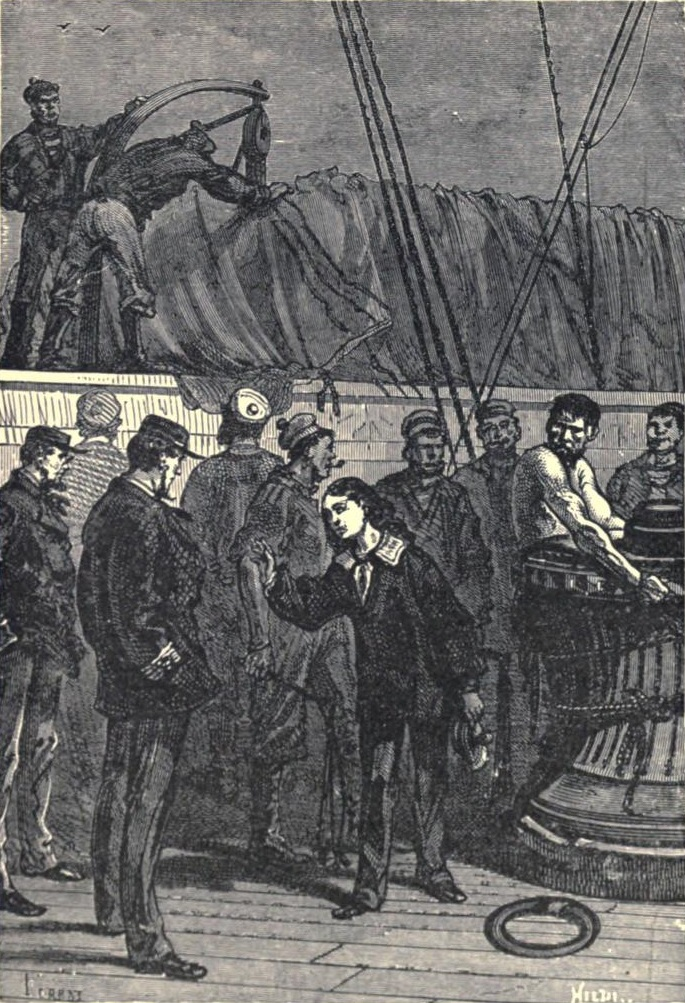
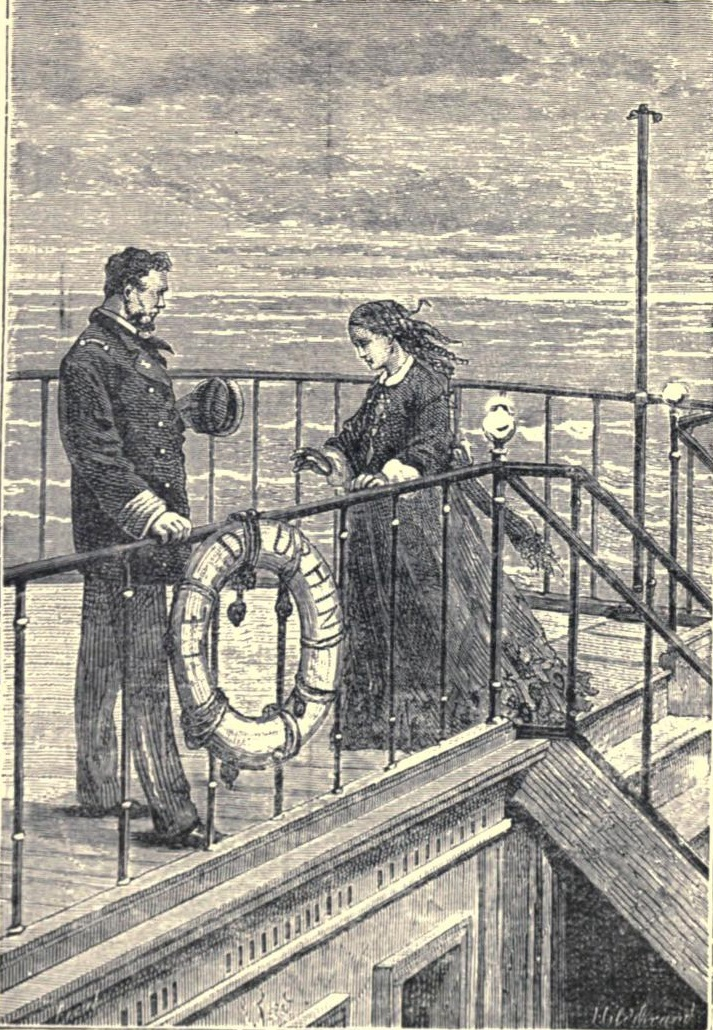
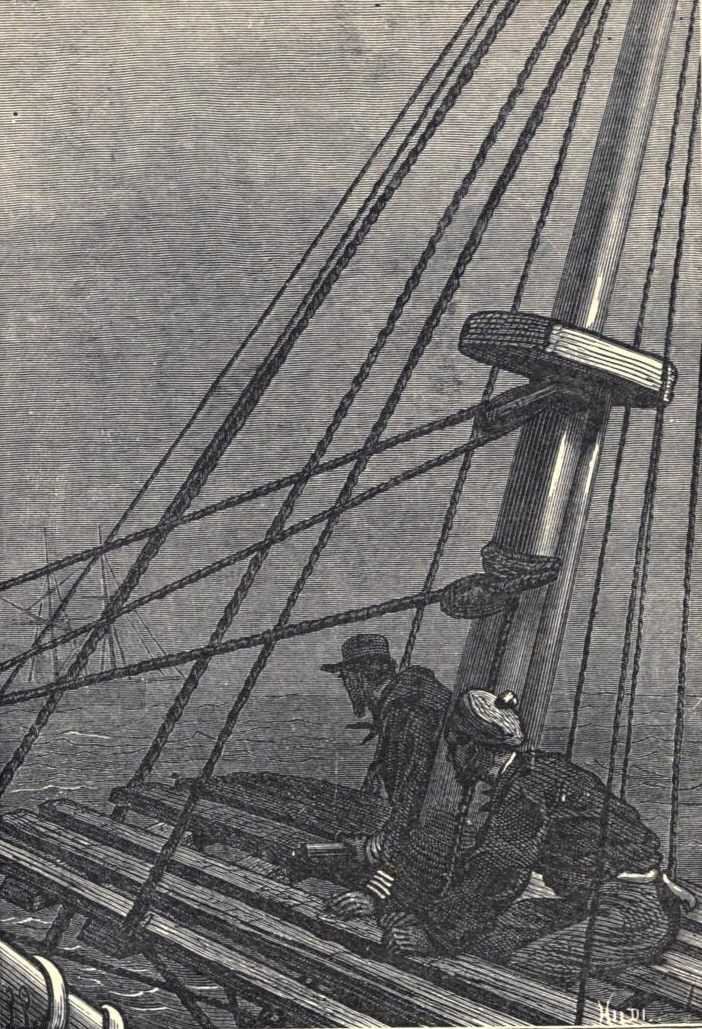
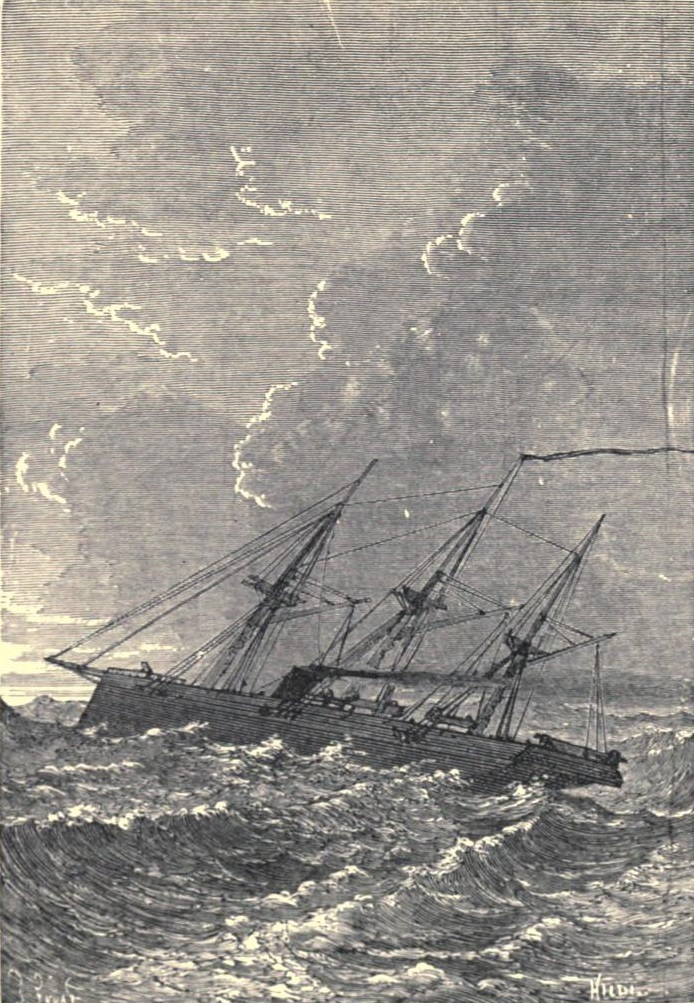
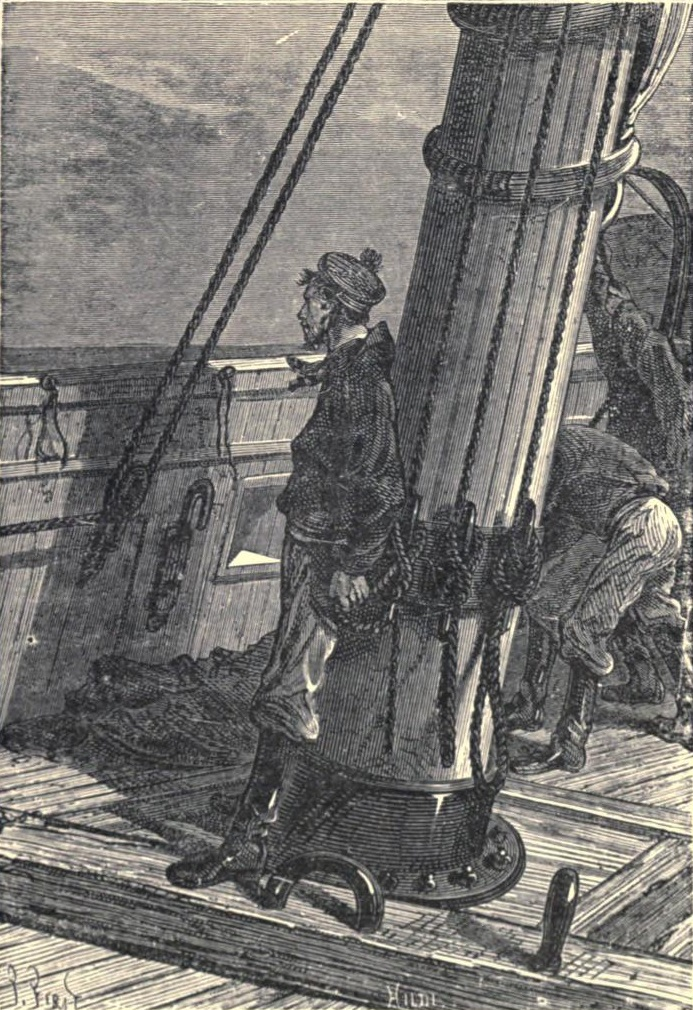
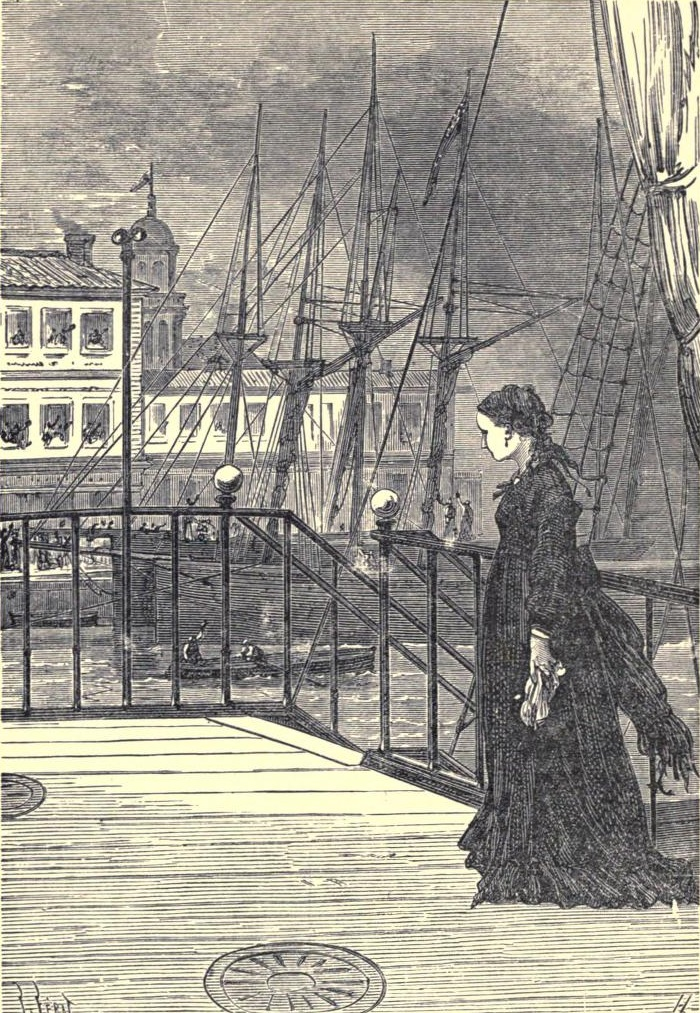
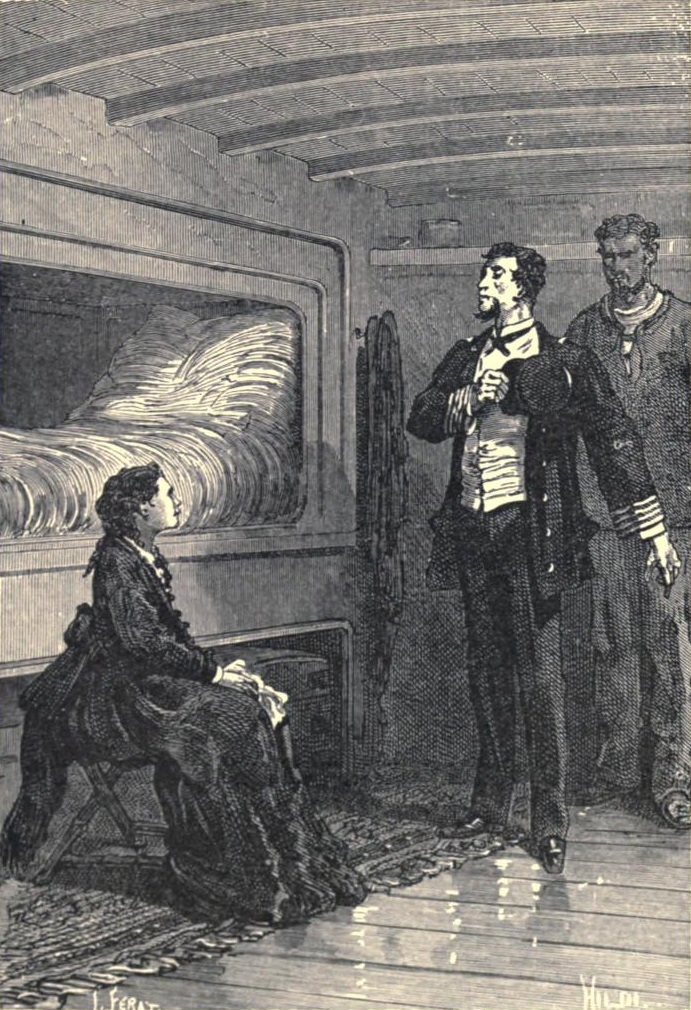
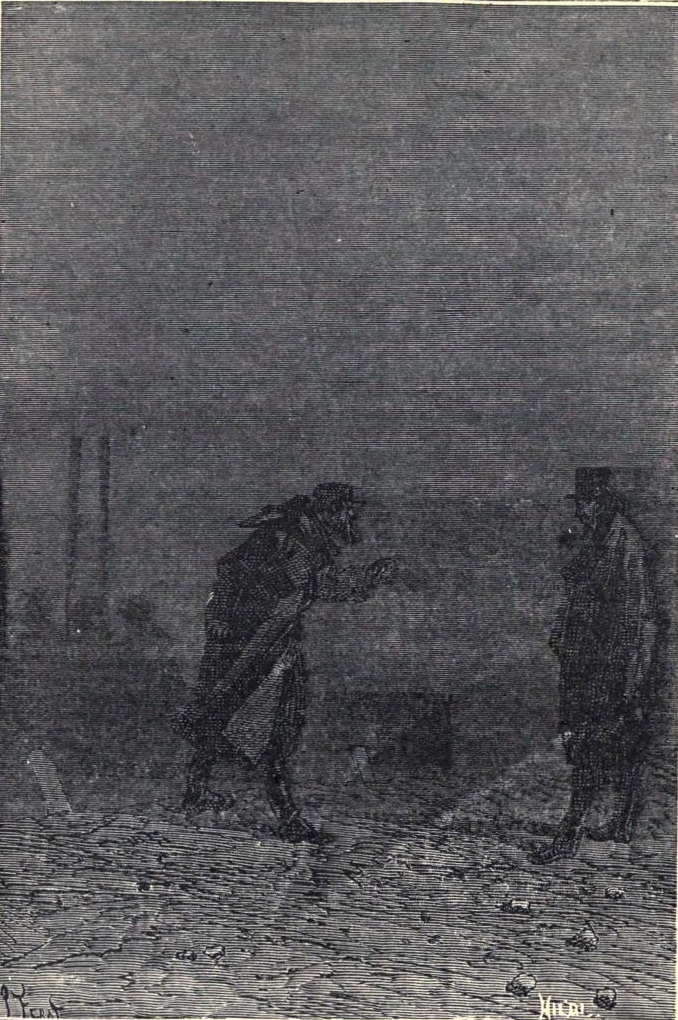
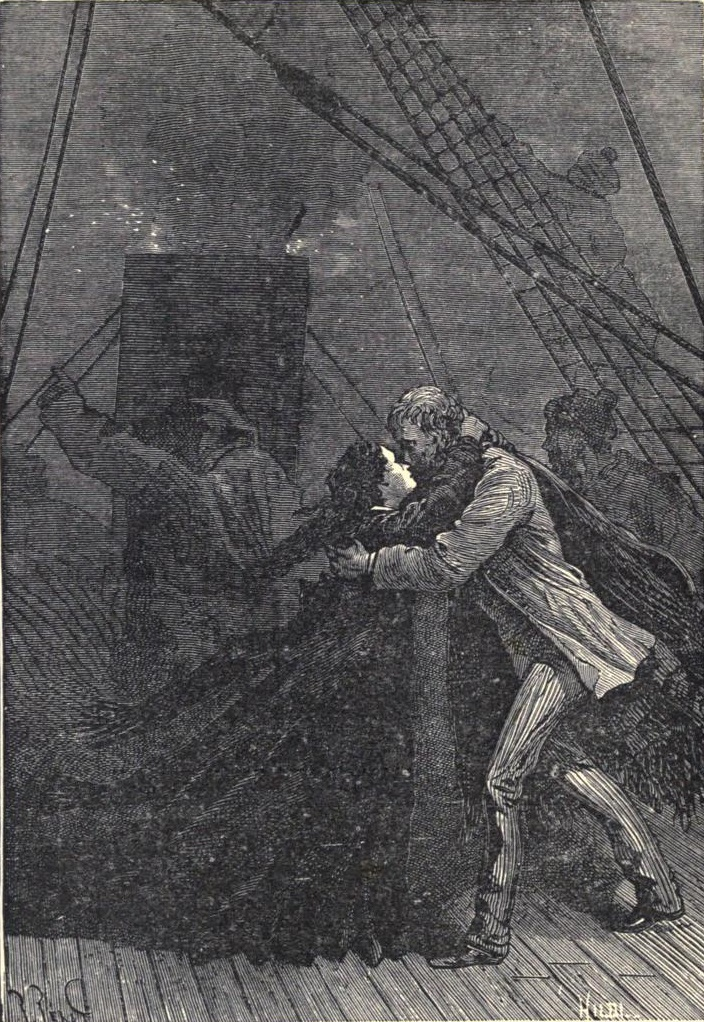
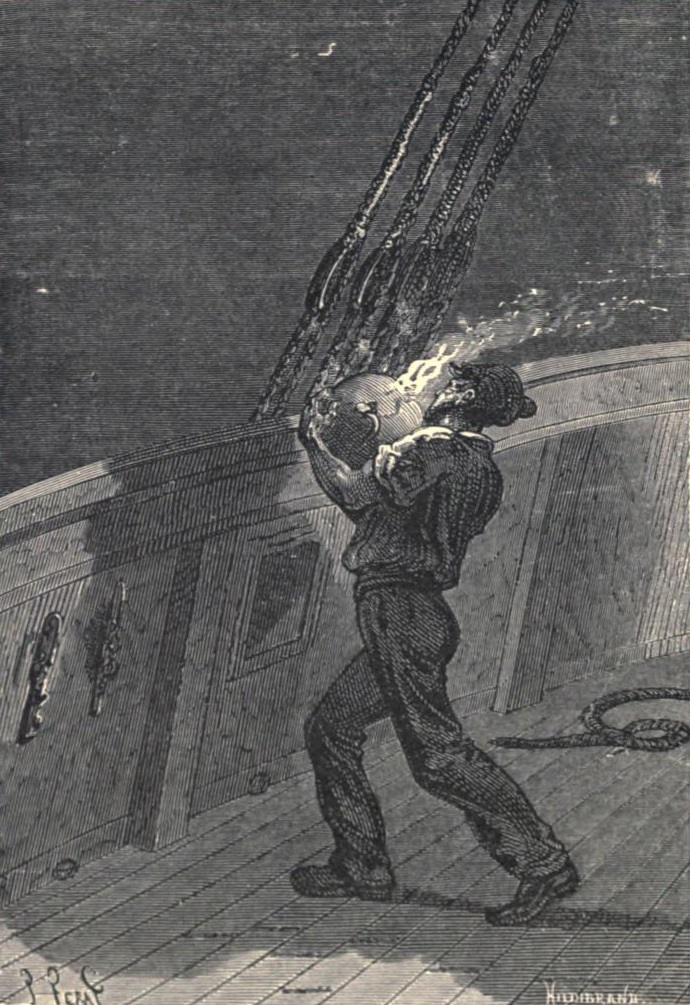
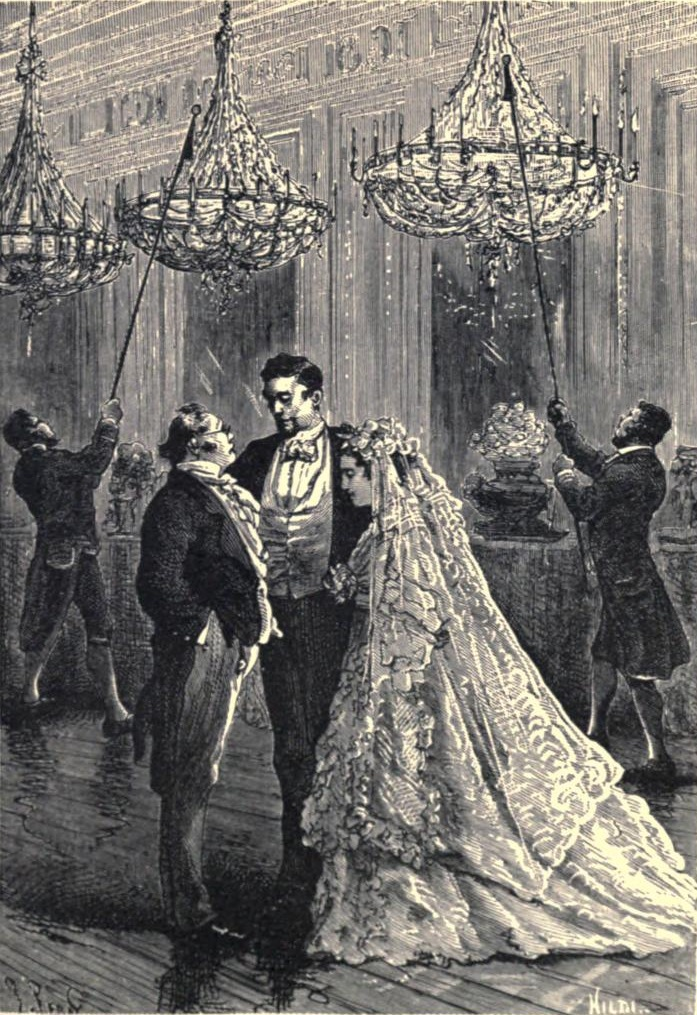

## Magyar kiadások
A felsorolás az Országos közös katalógus és könyvtárközi kölcsönzés adatai alapján készült. Címként annak a kötetnek a címe szerepel, amelyben Az ostromzáron át található
- Az úszó város, Budapest, Franklin, [189?], fordító: Zigány Árpád, illusztráció: Jules Férat
- Egy úszó város, Budapest, Eisler, [192?], fordító: Zempléni P. Gyula
- A lángokban álló szigettenger, alcím: Három regény, Budapest, Ifjúsági kiadó, 1956, fordítók: Bartócz Ilona, Vajthó László és Miklós Márton, illusztráció: Bokros Ferenc[7]
- A lángban álló szigettenger, regény, Bukarest, Ifjúság Kiadó, 1956, fordítók: Bartócz Ilona, Vajthó László és Miklós Márton, illusztráció: Bokros Ferenc[7]
- A lángban álló szigettenger. A dunai hajós. Az ostromzáron át, Novi Sad, Fórum, 1961, fordítók: Bartócz Ilona, Vajthó László és Miklós Márton, illusztráció: Bokros Ferenc[7]
- Az ostromzáron át, alcím: Fantasztikus elbeszélések,[8] Bratislava, Madách, 1982, fordítók: Kováts Miklós, György Ferenc és Klumák István, a könyv közös magyar-csehszlovák kiadásban jelent meg
- Az ostromzáron át, alcím: Fantasztikus elbeszélések,[8] Budapest, Móra, 1982, fordítók: Kováts Miklós, György Ferenc és Klumák István, a könyv közös magyar-csehszlovák kiadásban jelent meg, ISBN 9631130339[9]
- Az ostromzáron át (hangoskönyv), Budapest, MVGYOSZ, 2006, előadó: Szoboszlai Éva